# Puntius spilopterus
Puntius spilopterus är en fiskart som först beskrevs av Fowler, 1934.  Puntius spilopterus ingår i släktet Puntius och familjen karpfiskar. IUCN kategoriserar arten globalt som livskraftig. Inga underarter finns listade i Catalogue of Life.